# Rudinská
Rudinská (Hongaars: Rezsőfalva) is een Slowaakse gemeente in de regio Žilina, en maakt deel uit van het district Kysucké Nové Mesto.
Rudinská telt 996 inwoners.